# Château de Beurthé
Le château de Beurthé est un bâtiment classé situé dans le village belge de Steinbach en province de Luxembourg. Le château est situé dans le centre du village, légèrement rehaussé et au-dessus du Steinbach, la petite rivière qui coule à travers le domaine. Chaque année le château est ouvert au public pendant les journées du patrimoine le weekend de septembre annoncées dans les médias.
Les murs du château en roche schisteuse mesurent 1,5 mètre d’épaisseur et les fondations en schiste actuelles remontent jusqu’au XIe siècle. Le sol de la grande salle d’entrée est schisteux aussi et les salons sont tous de dimensions harmonieuses. Au XIXe siècle, les ailes qui serviront de ferme ont été ajoutées. Étant accessible de l’extérieur le caractère privé de la cour (50m sur 50m) est conservé.
Sur les girouettes au sommet des deux tours on peut apercevoir l’année de construction, les armoiries des familles de Steinbach et de Beurthé ainsi que les initiales des constructeurs. Ces girouettes ont la forme particulière de tête d’éléphant. On retrouve aussi les armoiries sculptées dans des blocs de pierre rouge dans la façade. Ce sont les mêmes pierres rouges qui entourent la porte d’entrée et les tours. Très probablement elles ont été récupérées après l’incendie du château, ce qui permet d’en déduire que les tours existaient déjà.
À côté du grand portail qui donne sur la cour se trouve un ancien four à pain du XVIe siècle qui fonctionne toujours, un puits, également du XVIe siècle, un grand récipient à saumure en pierre rouge d’un seul bloc.
Bien que le château de Steinbach soit mentionné dans plusieurs documents étant ‘le château de Beurthé’, il s’agit d’une erreur. Sur la liste rédigée par décret royal pour conservation des monuments historiques figure le nom de ‘château de Steinbach’. Le mérite du seigneur de Beurthé, marié à Catherine de Steinbach, c’est le caractère architectural.

## Fragments de l’histoire du château
Dès 814 il existe des documents qui réfèrent aux droits accordés par les seigneurs du château aux monastères de Stavelot et Malmedy. Dans le temps Steinbach s’appelle ‘Steinbac’ en 1276, en 1363 ‘Stambaz’ en 1372 ‘Stembacche’ et ‘Stembaix’, de 1395 à 1580 ‘Stembay’ et de 1611 à 1716 ‘Stembaye’.
En 1451 et jusqu’à la fin du XVIIIe siècle la famille de Steinbach, seigneurs de Rouvroy et Limerlé règne sur la région. Par mariages et alliances ils obtiennent le titre de Seigneurs de Steinbach, Limerlé, Grumelscheid, Aspelt, Bourcy et Longvilly. En 1578, d’après un document familial, Georges Ramel de Steinbach et Margueritte de Grumelscheid se sont liés par mariage et alliance. Les armoiries familiales, trois coquilles de Saint-Jacques-de-Compostelle, visibleS dans la façade, marquent Steinbach et Bourcy et trois faucilles marquent la seigneurie de Grumelscheid.
Le 4 août 1626, pendant la domination espagnole, la seigneurie de Steinbach est rachetée par Martin I de Steinbach (Stimbay) de Philippe IV roi d’Espagne (1621-1675), en même temps Martin I de Steinbach acquiert les droits de jurisprudence, mais les revenus de plusieurs terrains boisés restaient toujours au bénéfice d’Isabelle d’Espagne. La dépendance de la cour d'Espagne s’illustre par les trois lions dans les armoiries de Catherine van Heyden, femme de Martin I de Steinbach et par les coquilles de saint Jacques dans les armoiries de Steinbach.
Peu de temps après le rachat de la seigneurie, Martin I de Steinbach a installé une potence à deux km au sud de Steinbach, près de la route de Rouvroy, à côté d’un hêtre sur la butte Béolette. On peut retrouver cette potence sur les cartes Ferraris de 1777. Un acte de 1729 nous dévoile que la potence, en mauvais état, était question en litige : son entretien et l’office de bourreau, mais la jurisprudence perdure jusqu’à la Révolution française (1789) malgré ce mécontentement du peuple.
En 1802 Henri de Steinbach achète les usines de papier que le monastère de Malmedy avait créées en 1750. C’est donc ici qu’on produisait le meilleur papier photo et encore aujourd’hui le papier de Steinbach jouit d’une renommée mondiale. Ainsi après la Révolution française la famille de Steinbach est assez aisée pour mener une vie de château. Les signes de leur succès sont apparents : p. ex. le quartier de Malmedy ‘de Steinbach’, la villa Lang, la villa des Lillas ou encore la villa Steissel.
En 1723 Jean-François de Beurthé s’est marié avec Catherine de Steinbach, veuve de Jean Charles de Steinbach. Entre 1750 et 1766, après une grave incendie Michel Joseph de Beurthé a entrepris de reconstruire le château en style Louis XV. Mais sous la domination autrichienne arrive leur influence. C’est Albert Starck, architecte autrichien, disposant des carrières de la région, qui s’est occupé de la reconstruction. Il a d’ailleurs créé plusieurs bâtiments comme le presbytère de Bovingy.
Après le décès, sans enfants, de Michel Joseph de Beurthé le château redevient le monopole des Steinbach. Par le mariage d'Anne Marie Close de Steinbach et d’un descendant de la famille Schmitz, cette dernière famille entre en possession du château. Après des héritages successifs le château devient propriété de la famille Boels Isbeque. Depuis 2014 le château appartient à de nouveaux propriétaires qui y résident.